# Mistrovství světa v zápasu řecko-římském 1991
Mistrovství světa v zápasu řecko-římském proběhlo v roce 1991 ve Varně, Bulharsko.

## Výsledky
| Kategorie | Podrobnosti | Zlato                      | Stříbro                  | Bronz                    |
| --------- | ----------- | -------------------------- | ------------------------ | ------------------------ |
| -48 kg    | podrobně    | Kwon Tok-jong (KOR)        | Rezá Símcháh (IRI)       | Sergej Suvorov (URS)     |
| -52 kg    | podrobně    | Raúl Martínez (CUB)        | Shawn Sheldon (USA)      | Jon Rønningen (NOR)      |
| -57 kg    | podrobně    | Rifat Jildiz (GER)         | Alexandr Ignatěnko (URS) | András Sike (HUN)        |
| -62 kg    | podrobně    | Sergej Martynov (URS)      | Mehmet Âkif Pirim (TUR)  | Juan Marén (CUB)         |
| -68 kg    | podrobně    | Islam Dugučijev (URS)      | Marthin Kornbakk (SWE)   | Stojan Stojanov (BUL)    |
| -74 kg    | podrobně    | Mnacakan Iskandarjan (URS) | Jaroslav Zeman (TCH)     | Yvon Riemer (FRA)        |
| -82 kg    | podrobně    | Péter Farkas (HUN)         | Todor Angelov (BUL)      | Goran Kasum (YUG)        |
| -90 kg    | podrobně    | Maik Bullmann (GER)        | Reynaldo Peña (CUB)      | Harri Koskela (FIN)      |
| -100 kg   | podrobně    | Héctor Milián (CUB)        | Jörgen Olsson (SWE)      | Sergej Děmjaškevič (URS) |
| -130 kg   | podrobně    | Alexandr Karelin (URS)     | Matt Ghaffari (USA)      | Rangel Gerovski (BUL)    |